# Thuật ngữ đại số tuyến tính
Dưới đây là danh sách chú giải các thuật ngữ liên quan đến lĩnh vực đại số tuyến tính, một nhánh của toán học quan tâm đến các phương trình tuyến tính và biểu diễn của chúng dưới dạng không gian vectơ.

## B
biến đổi afin
Hàm hợp bao gồm một biến đổi tuyến tính giữa nhiều không gian vectơ nối tiếp bởi phép tịnh tiến. Một cách tương đương, một hàm giữa nhiều không gian vectơ bảo toàn các tổ hợp afin.
biến đổi tuyến tính
Ánh xạ tuyến tính mà tập xác định và tập hợp đích là bằng nhau; phép toán này thường được cho là có tính khả nghịch.

## C
chiều
Số phần tử trong một cơ sở bất kỳ của không gian vectơ.
cơ sở
Trong một không gian vectơ, tập hợp các vectơ độc lập tuyến tính sinh ra không gian vectơ đó.

## Đ
đại số tuyến tính
Lĩnh vực toán học quan tâm đến vectơ, không gian vectơ, biến đổi tuyến tính và hệ phương trình tuyến tính.
định thức
Hàm vô hướng duy nhất cho ma trận vuông thỏa mãn tính phân phối theo phép nhân ma trận, đa tuyến tính trên dòng và cột, và có giá trị bằng {\displaystyle 1} đối với ma trận đơn vị.
độc lập tuyến tính
Tính chất không phụ thuộc tuyến tính.

## K
không gian đối ngẫu
Không gian vectơ của mọi phiếm hàm tuyến tính trên một không gian vectơ cho trước.
không gian vectơ
Một tập hợp mà trong đó các phần tử có thể được cộng lẫn nhau và nhân với phần tử của một trường (đó chính là phép nhân vô hướng); tập hợp này phải là nhóm giao hoán dưới phép cộng và phép nhân vô hướng phải là ánh xạ tuyến tính.

## M
ma trận
Sự sắp xếp các số hoặc đối tượng toán học khác thành dạng chữ nhật.
ma trận chéo
Ma trận mà trong đó chỉ có các phần tử ở đường chéo chính là khác 0.
ma trận đơn vị
Ma trận chéo mà mọi phần tử trên đường chéo bằng {\displaystyle 1}.
ma trận nghịch đảo
Ma trận nghịch đảo của một ma trận {\displaystyle A} là một ma trận {\displaystyle B} sao cho {\displaystyle A} nhân với {\displaystyle B} và {\displaystyle B} nhân với {\displaystyle A} bằng ma trận đơn vị.
ma trận sơ cấp
Ma trận vuông chỉ khác với ma trận đơn vị nhiều nhất một phần tử.
ma trận vuông
Ma trận có số dòng bằng số cột.

## P
phiếm hàm tuyến tính
Một biến đổi tuyến tính từ không gian vectơ đến trường vô hướng của nó.
phổ
Tập hợp các giá trị riêng của một ma trận.
phụ thuộc tuyến tính
Phụ thuộc tuyến tính của một bộ vectơ {\textstyle {\vec {v}}_{1},\ldots ,{\vec {v}}_{n}} là một bộ các hệ số vô hướng khác 0 {\textstyle c_{1},\ldots ,c_{n}} sao cho tổ hợp tuyến tính {\textstyle c_{1}{\vec {v}}_{1}+\cdots +c_{n}{\vec {v}}_{n}} bằng {\textstyle {\vec {0}}}.
phương trình tuyến tính
Phương trình đa thức bậc một (ví dụ {\displaystyle x=2y-7}).

## T
tổ hợp afin
Tổ hợp tuyến tính có tổng các hệ số bằng 1.
tổ hợp tuyến tính
Một tổng mà trong đó mỗi số hạng là một vectơ nhân với một đại lượng vô hướng (hoặc phần tử vành).

## V
vectơ
1.  Một đại lượng có hướng, đại lượng gồm cả độ lớn và chiều.
2.  Phần tử của một không gian vectơ.
vectơ cơ sở
Phần tử trong một cơ sở cho trước của một không gian vectơ.
vectơ cột
Ma trận chỉ có một cột.
vectơ dòng
Ma trận chỉ có một dòng.
vectơ đơn vị
Vectơ trong một không gian định chuẩn có chuẩn là 1, hay một vectơ Euclid có độ dài là 1.
vectơ không
Đơn vị cộng trong một không gian vectơ. Trên không gian định chuẩn, đó là vectơ duy nhất có chuẩn là 0. Trên không gian vectơ Euclid, đó là vectơ duy nhất có độ dài là 0.
vectơ tọa độ
Bộ gồm các tọa độ của vectơ trong một cơ sở.